# Ortszuschlag
Ortszuschlag war ein Begriff aus dem Besoldungs- und dem Tarifrecht des öffentlichen Dienstes und Vorgänger des Familienzuschlages.

## Besoldung
Der Ortszuschlag war Teil der Besoldung ergänzte das Grundgehalt und variierte nach dienstlichem Wohnort, Familienstand, Zahl der Kinder sowie dem Grundgehalt selbst.
Von 1873 bis 1972 wurden regionale Unterschiede in den Lebenshaltungskosten bei der Bemessung der Dienstbezüge berücksichtigt.
In der ursprünglichen Fassung des Bundesbesoldungsgesetzes (BBesG) von 1957 richtete sich der Ortszuschlag nach der Tarifklasse, in dem die Besoldungsgruppe eingeteilt war (Ia, Ib, II, III, IV), nach der Ortsklasse (S, A, B) und nach der Stufe (1, 2, 3).

### Tarifklasse
Die Besoldungsgruppen A 1 bis A 6 waren 1957 der Tarifklasse IV, die Besoldungsgruppen A 7 bis A 10 der Tarifklasse III, die Besoldungsgruppen A 11 bis A 14 der Tarifklasse II, die Besoldungsgruppen A 15 und A 16 sowie B 1 bis B 6 der Tarifklasse 1b und die Besoldungsgruppen B 7 bis B 11 der Tarifklasse 1a zugeordnet.

### Ortsklasse
Die Ortsklasse des dienstlichen Wohnsitzes (Dienstort) richtete sich nach dem Ortsklassenverzeichnis, welches die Bundesregierung durch Rechtsverordnung aufstellte. Dabei wurden Einwohnerzahl, Durchschnittsraummieten und sonstige örtliche Besonderheiten berücksichtigt.
Aus der bisher im Dritten Reich geltenden Ortsklassenstufe A wurde die neue Stufe S, aus der Stufe B die Stufe A und aus der Stufe C die Stufe B (BGBl. II S. 1208). Das erste Ortsklassenverzeichnis der Bundesrepublik trat mit der Verordnung über die Aufstellung des Ortsklassenverzeichnisses vom 1. Oktober 1957 (BGBl. II S. 1445) in Kraft. Alle nicht in der Verordnung aufgeführten Orte waren der nun niedrigsten Ortsklasse B zugeteilt.

### Stufe
Die Stufe des Ortszuschlags entspricht der heutigen Stufe des Familienzuschlags. Stufe 1 des Ortszuschlags wurde grundsätzlich ledigen Beamten bis zur Vollendung des 40. Lebensjahres gewährt. Stufe 2 erhielten verheiratete, verwitwete oder geschiedene Beamte sowie ledige Beamte ab dem 40. Lebensjahr. Stufe 3 wurde bei einem kinderzuschlagsberechtigten Kind bezahlt; für weitere Kinder erhöhte sich der Ortszuschlag (BGBl. I S. 993). 1964 entfiel die Ortsklasse B und wurde in Ortsklasse A überführt.

### Ende der regionalen Besoldungsdifferenzierung
Der Ortszuschlag unterschied sich bis Ende 1964 nach drei Ortsklassen. Dann entfiel die Ortsklasse B, womit die dort eingereihten Dienstorte in die Ortsklasse A aufrückten. Ab dem 1. Januar 1973 galt einheitlich der – bis dahin höchste – Ortszuschlag der Stufe S. Seitdem wird den finanziellen Mehrbelastungen örtlicher Sonderlagen im Besoldungsrecht des Bundes nur noch dann Rechnung getragen, wenn der Beamte seinen dienstlichen und tatsächlichen Wohnsitz im Ausland hat. Der Gesetzgeber ging davon aus, dass sich die Lebenshaltungskosten in Stadt und Land zwischenzeitlich  angeglichen hätten. Obwohl ein Ortszuschlag damit tatsächlich nicht mehr gewährt wurde, hielt auch die Neufassung des Bundesbesoldungsgesetzes aus dem Jahr 1975 an der überkommenen Terminologie fest. Für die Bestimmung der Höhe des Ortszuschlags wurde jedoch nicht mehr auf die Ortsklasse Bezug genommen.

### Ablösung durch Familienzuschlag
Erst das Gesetz zur Reform des öffentlichen Dienstrechts (Reformgesetz) vom 24. Februar 1997 (BGBl. 1997 I S. 322), ersetzte den Begriff „Ortszuschlag“ durch „Familienzuschlag“ (vgl. Art. 3 Nr. 13 des Reformgesetzes). Spätestens dann hatten ledige Beamte keinen Anspruch mehr auf einen Zuschlag. Die Berechtigten der alten Stufe 2 erhielten die neue Stufe 1. Der Begriff Ortszuschlag hat in einigen Gesetzen noch überlebt, z. B. im Bundesministergesetz.

### Alimentationsprinzip
Mit Urteil vom 6. März 2007 stellte das Bundesverfassungsgericht fest, dass der Besoldungsgesetzgeber aus dem Alimentationsprinzip des Grundgesetzes (GG) nicht verpflichtet ist, regional unterschiedliche Lebenshaltungskosten auszugleichen. Eine derartige Handlungspflicht folgt auch nicht aus dem Leistungsgrundsatz (Art. 33 Abs. 2 GG). Ein Ortszulagensystem der Beamtenbesoldung ist nicht als hergebrachter Grundsatz des Berufsbeamtentums geschützt.

## Arbeitnehmer
Nach dem Bundes-Angestelltentarifvertrag in seiner letzten Fassung richtete sich die Vergütung der Angestellten nach der Grundvergütung und dem Ortszuschlag. Die Höhe des Ortszuschlages richtete sich nach der Tarifklasse, der die Vergütungsgruppe des Angestellten zugeteilt war, und nach der Stufe, die den Familienverhältnissen des Angestellten entsprach. Arbeiter erhielten nach § 33 BMT-G II/BMT-G-O bzw. § 1 MTArb/MTArb-O bei Vorliegen der entsprechenden Voraussetzungen zusätzlich zum Monatslohn einen sogenannten „Sozialzuschlag“ als kinderbezogenen Lohnbestandteil.
Mit dem Inkrafttreten des Tarifvertrags für den Öffentlichen Dienst (TVöD), dem Tarifvertrag für den öffentlichen Dienst der Länder (TV-L) zum 1. Oktober 2005 und der damit einhergehenden Aufgabe der Unterscheidung zwischen Angestellten und Arbeitern entfielen auch die familienbezogenen Entgeltbestandteile. Der Ortszuschlag wurde teilweise in die neuen Entgelttabellen eingerechnet. Für bislang den alten Tarifverträgen unterfallende Beschäftigte gab es Übergangsregelungen.